# Gran Premi d'Espanya de motociclisme de 1962
El Gran Premi d'Espanya de motociclisme de 1962 fou la primera cursa de la temporada 1962 de motociclisme. La cursa es disputà al Circuit de Montjuïc (Barcelona, Catalunya) el dia 6 de maig de 1962.
Se celebrà també una cursa estatal de categoria 125 Sport Nacionales, guanyada per Ramon Torras amb Bultaco.

## 250 cc
11 pilots a la sortida

### Arribats a la meta
| Pos. | Pilot            | Moto      | Temps         | Punts |
| ---- | ---------------- | --------- | ------------- | ----- |
| 1    | Jim Redman       | Honda     | 1h 05' 28" 16 | 8     |
| 2    | Bob McIntyre     | Honda     | +11" 09       | 6     |
| 3    | Tom Phillis      | Honda     | +11" 65       | 4     |
| 4    | Dan Shorey       | Bultaco   | +2 voltes     | 3     |
| 5    | Alberto Pagani   | Aermacchi | +3 voltes     | 2     |
| 6    | Marcel Toussaint | Benelli   | +7 voltes     | 1     |
| 7    | Silvio Grassetti | Benelli   | +8 voltes     |       |

## 125 cc
21 pilots sortits, 10 arribats.

### Arribats a la meta
| Pos. | Pilot               | Moto       | Temps      | Punts |
| ---- | ------------------- | ---------- | ---------- | ----- |
| 1    | Kunimitsu Takahashi | Honda      | 56' 06" 08 | 8     |
| 2    | Jim Redman          | Honda      | +0" 28     | 6     |
| 3    | Luigi Taveri        | Honda      | +0" 37     | 4     |
| 4    | Mike Hailwood       | EMC        | +42" 64    | 3     |
| 5    | Rex Avery           | EMC        | +1' 23" 07 | 2     |
| 6    | Francesco Villa     | FB Mondial | +1 volta   | 1     |
| 7    | Francisco González  | Bultaco    | +1 volta   |       |
| 8    | Ricard Fargas       | Ducati     | +1 volta   |       |
| 9    | Giuseppe Visenzi    | Ducati     | +1 volta   |       |
| 10   | Jorge Kissling      | Bultaco    | +2 voltes  |       |

## 50 cc

### Arribats a la meta
| Pos. | Pilot                | Moto       | Temps      | Punts |
| ---- | -------------------- | ---------- | ---------- | ----- |
| 1    | Hans-Georg Anscheidt | Kreidler   | 28' 00" 41 | 8     |
| 2    | Josep Maria Busquets | Derbi      | +0" 68     | 6     |
| 3    | Luigi Taveri         | Honda      | +15" 45    | 4     |
| 4    | Wolfgang Gedlich     | Kreidler   | +25" 92    | 3     |
| 5    | Tommy Robb           | Honda      | +36" 45    | 2     |
| 6    | Kunimitsu Takahashi  | Honda      | +36" 46    | 1     |
| 7    | Michio Ichino        | Suzuki     | +51" 77    |       |
| 8    | Tom Phillis          | Honda      | +1' 00" 03 |       |
| 9    | Gilberto Parlotti    | Tomos      | +1' 09" 64 |       |
| 10   | Jan Huberts          | Kreidler   | +1' 17" 07 |       |
| 11   | Mitsuo Itoh          | Suzuki     |            |       |
| 12   | Francesco Villa      | FB Mondial | +1' 35" 11 |       |
| 13   | Juan Antonio Bilbao  | Derbi      | +1' 47" 87 |       |
| 14   | Ricard Fargas        | Derbi      | +1' 54" 01 |       |
| 15   | Ernst Degner         | Suzuki     | +2' 03" 48 |       |
| 16   | Rajko Piciga         | Tomos      | +1 volta   |       |
| 17   | Josep Maria Arenas   | Ducati     | +2 voltes  |       |

## Sidecar
12 equips a la sortida

### Arribats a la meta
| Pos. | Pilot             | Passatger       | Moto | Temps      | Punts |
| ---- | ----------------- | --------------- | ---- | ---------- | ----- |
| 1    | Max Deubel        | Emil Hörner     | BMW  | 56' 47" 92 | 8     |
| 2    | Florian Camathias | Horst Burkhardt | BMW  | +1' 10" 26 | 6     |
| 3    | Otto Kölle        | Dieter Hess     | BMW  | +2' 06" 57 | 4     |
| 4    | Arsenius Butscher | Heiner Vester   | BMW  | +1 volta   | 3     |
| 5    | Harold Scholes    | Ray Lindsay     | BMW  | +1 volta   | 2     |
| 6    | Chris Vincent     | Eric Bliss      | BSA  | +1 volta   | 1     |
| 7    | Eric Pickup       | Keith Scott     | BMW  | +2 voltes  |       |
| 8    | Georg Auerbacher  | Eduard Dein     | BMW  | +2 voltes  |       |

### Retirats
| Pilot                 | Passatger       | Moto   | Motiu retirada |
| --------------------- | --------------- | ------ | -------------- |
| E. Kohler             | n.d.            | Norton | avaria         |
| Fritz Scheidegger     | John Robinson   | BMW    | incendi        |
| Heinz Luthringshauser | Horst Knopp     | BMW    |                |
| August Rohsiepe       | Lothar Böttcher | BMW    |                |